# Recopa Árabe 2001
La Recopa Árabe 2001 fue la duodécima edición de este torneo de fútbol a nivel de clubes del Mundo Árabe organizado por la UAFA y que contó con la participación de nueve equipos campeones de copa de sus respectivos países.
El Stade Tunisien de Túnez venció a Al-Hilal Omdurmán de Sudán en la final jugada en Tunisia para ser campeón del torneo por segunda ocasión.
Esta fue la última edición del torneo, ya que para el año 2002 la UAFA decidió fusionar la Copa de Clubes Árabe, la Recopa Árabe y la Supercopa Árabe para crear la Liga de Campeones Árabe.

## Fase de grupos

### Grupo A
| Club              | G | E | P | GF | GC | Pts |
| ----------------- | - | - | - | -- | -- | --- |
| Al-Hilal Omdurmán | 2 | 2 | 0 | 6  | 2  | 8   |
| Stade Tunisien    | 2 | 1 | 1 | 11 | 5  | 7   |
| Al-Salmiya        | 2 | 0 | 2 | 4  | 5  | 6   |
| Al-Aqsa SC        | 1 | 2 | 1 | 3  | 3  | 5   |
| East Riffa Club   | 0 | 1 | 3 | 1  | 12 | 1   |

| 26 de febrero de 2002 | Stade Tunisien     | 1-1 | Al-Hilal Omdurmán | Stade Chedly Zouiten, Tunisia |  |
|                       | Sellami 20' (pen.) |     | 27' Al-Shoala     |                               |  |

| 26 de febrero de 2002 | East Riffa Club  | 1-1 | Al-Aqsa SC    | Stade Chedly Zouiten, Tunisia |  |
|                       | Jasem 85' (pen.) |     | 25' Al-Swerki |                               |  |

| 28 de febrero de 2002 | Al-Hilal Omdurmán   | 2-1 | Al-Salmiya | Stade Chedly Zouiten, Tunisia |  |
|                       | Ahmed 43' · Ali 82' |     | 35' Marwi  |                               |  |

| 28 de febrero de 2002 | Stade Tunisien | 1-2 | Al-Aqsa SC      | Stade Chedly Zouiten, Tunisia |  |
|                       | Limam 37'      |     | 49' 64' Al-Kurd |                               |  |

| 2 de marzo de 2002 | Al-Aqsa SC | 0-1 | Al-Salmiya | Stade Chedly Zouiten, Tunisia |  |
|                    |            |     | 90+3' Sira |                               |  |

| 2 de marzo de 2002 | Stade Tunisien                              | 6-2 | East Riffa Club              | Stade Chedly Zouiten, Tunisia |  |
|                    | Daâssi 7' 68' 70' · Sellami 32' · Limam 65' |     | 5' Abdulrazzaq · 85' Al-Nisf |                               |  |

| 4 de marzo de 2002 | Al-Aqsa SC | 0-0 | Al-Hilal Omdurmán | Stade Chedly Zouiten, Tunisia |  |
|                    |            |     |                   | Asistencia: 1000 espectadores |  |

| 4 de marzo de 2002 | East Riffa Club | 0-2 | Al-Salmiya                  | Stade Chedly Zouiten, Tunisia |  |
|                    |                 |     | 58' Abdulmohsen · 60' Marwi |                               |  |

| 6 de marzo de 2002 | Al-Hilal Omdurmán                | 3-0 | East Riffa Club | Stade Chedly Zouiten, Tunisia |  |
|                    | Al-Dhai 4' · Moga 73' · Lado 80' |     |                 |                               |  |

| 6 de marzo de 2002 | Al-Salmiya | 0-3 | Stade Tunisien                                | Stade Chedly Zouiten, Tunisia |  |
|                    |            |     | 11' M. Zenaidi · 28' T. Zenaidi · 63' Selliti |                               |  |

### Grupo B
| Club            | G | E | P | GF | GC | Pts |
| --------------- | - | - | - | -- | -- | --- |
| Al-Hilal Riyadh | 2 | 1 | 0 | 3  | 0  | 7   |
| Al-Jaish        | 2 | 0 | 1 | 3  | 1  | 6   |
| Al-Shaab        | 1 | 0 | 2 | 2  | 3  | 3   |
| Swehly SC       | 0 | 1 | 2 | 0  | 4  | 1   |

| 27 de febrero de 2002 | Al-Hilal Riyadh | 1-0 | Al-Jaish | Stade Chedly Zouiten, Tunisia |  |
|                       | Gato 45'        |     |          |                               |  |

| 27 de febrero de 2002 | Swehly SC | 0-2 | Al-Shaab            | Stade Chedly Zouiten, Tunisia |  |
|                       |           |     | 62' Saif · 76' Faye |                               |  |

| 1 de marzo de 2002 | Swehly SC | 0-2 | Al-Jaish                   | Stade Chedly Zouiten, Tunisia |  |
|                    |           |     | 49' Al-Hariri · 90+1' Musa |                               |  |

| 1 de marzo de 2002 | Al-Shaab | 0-2 | Al-Hilal Riyadh             | Stade Chedly Zouiten, Tunisia |  |
|                    |          |     | 9' Al-Temyat · 57' Edmilson |                               |  |

| 3 de marzo de 2002 | Al-Jaish      | 1-0 | Al-Shaab | Stade Chedly Zouiten, Tunisia |  |
|                    | Al-Rashed 59' |     |          |                               |  |

| 3 de marzo de 2002 | Al-Hilal Riyadh | 0-0 | Swehly SC | Stade Chedly Zouiten, Tunisia |  |
|                    |                 |     |           | Asistencia: 3500 espectadores |  |

## Fase final

### Semifinales
| 8 de marzo de 2002 | Al-Hilal Omdurmán | 0-0 (9-8 p.) | Al-Jaish | Stade Chedly Zouiten, Tunisia |  |

| 8 de marzo de 2002 | Al-Hilal Riyadh | 1-2 | Stade Tunisien               | Stade Chedly Zouiten, Tunisia |  |
|                    | Edmilson 80'    |     | 28' Selliti · 56' M. Zenaidi |                               |  |

### Final
| 10 de marzo de 2002 | Al-Hilal Omdurmán | 1-3 | Stade Tunisien                  | Stade Chedly Zouiten, Tunisia   |                                 |
|                     | Kamal 45'         |     | 7' 41' Selliti · 24' M. Zenaidi | Asistencia: 20 000 espectadores | Asistencia: 20 000 espectadores |

## Campeón
| Recopa Árabe 2001         |
| ------------------------- |
| Bandera de Túnez          |
| Stade Tunisien 2.º título |